# Kvarteret Almen
Kvarteret Almen är en sammanhängande byggnad uppförd 1875 i stadsdelen Vasastaden i Göteborg. Huset uppfördes 1875 och ligger vid Parkgatan, Karl Gustavsgatan, Storgatan och Viktoriagatan. Byggnaden ritades av arkitekten Bror Viktor Adler och är i Nyrenässans. Den uppfördes av byggmästaren Philip Jacob Rapp.

## Arkitektur och historik

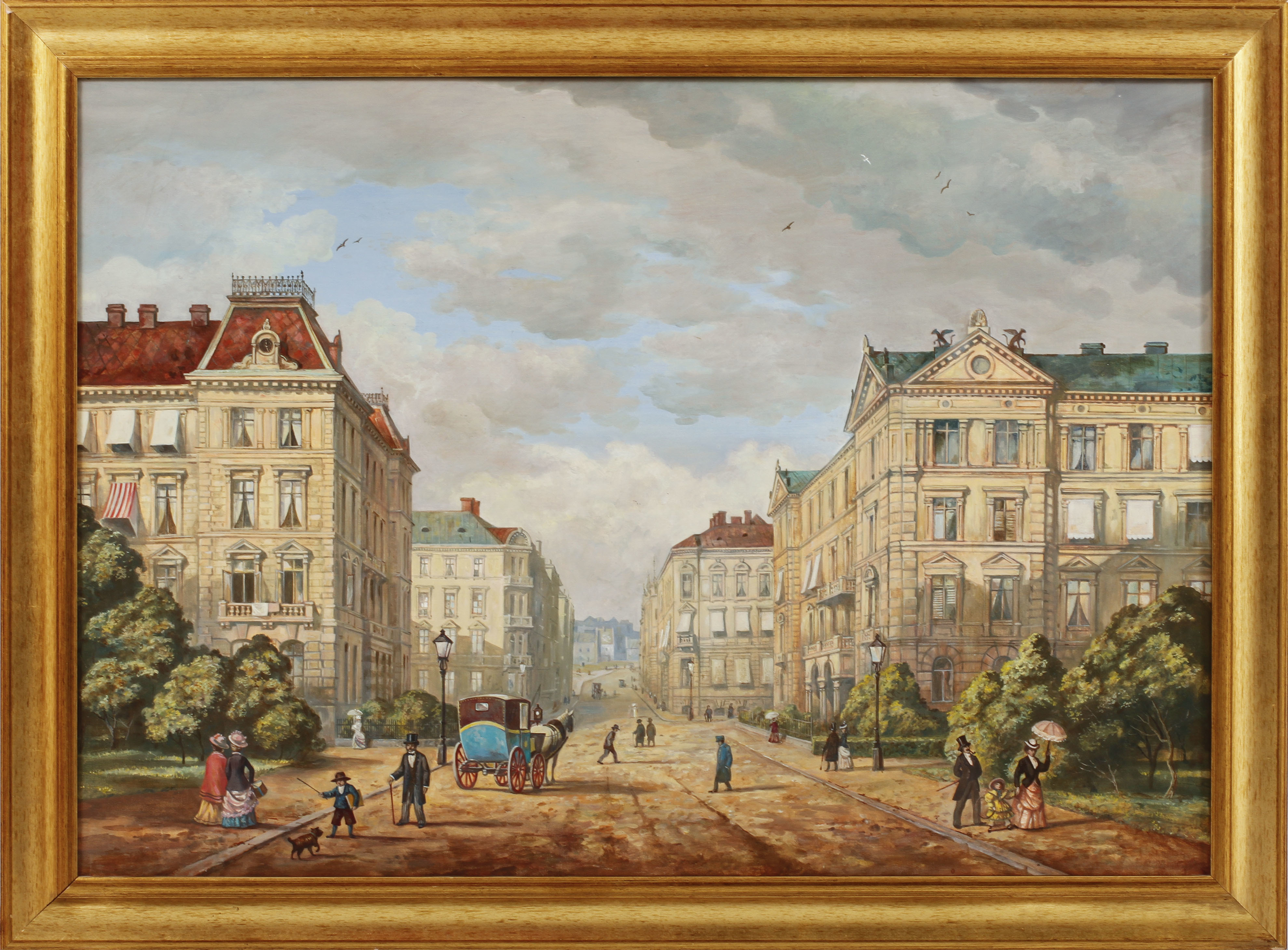
Parkgatan 5 och Viktoriagatan 2 till vänster, på en målning från ca 1880.

Marken hade inköpts i slutet av 1872 av byggmästaren Philip Jacob Rapp och han anlitade arkitekten Bror Viktor Adler för att ta fram nybyggnadsritningarna. Kvarteret ligger mellan Parkgatan och Storgatan, samt mellan Viktoriagatan och Karl Gustavsgatan. Mot dessa senare har kvarteret förträdgårdar som är 9 meter djupa. Mot Storgatan är byggnadskroppen bruten vilket ger mer ljus till innergården.

### Exteriör
Adler har givit byggnaderna en rik nyrenässansfasad i fransk anda. Fasaderna är indelade med hörn- och mittrisaliter, där balkongerna agerar som accenter. Fönsterplaceringen är även den strikt geometrisk. Byggnaden har en låg attika utan ornering eller krön, och därpå en kröngesims framför det låga sadeltaket. Man kan även se den gröna och lummiga förträdgården mot Viktoriagatan.

## Fastighetsbeteckningar

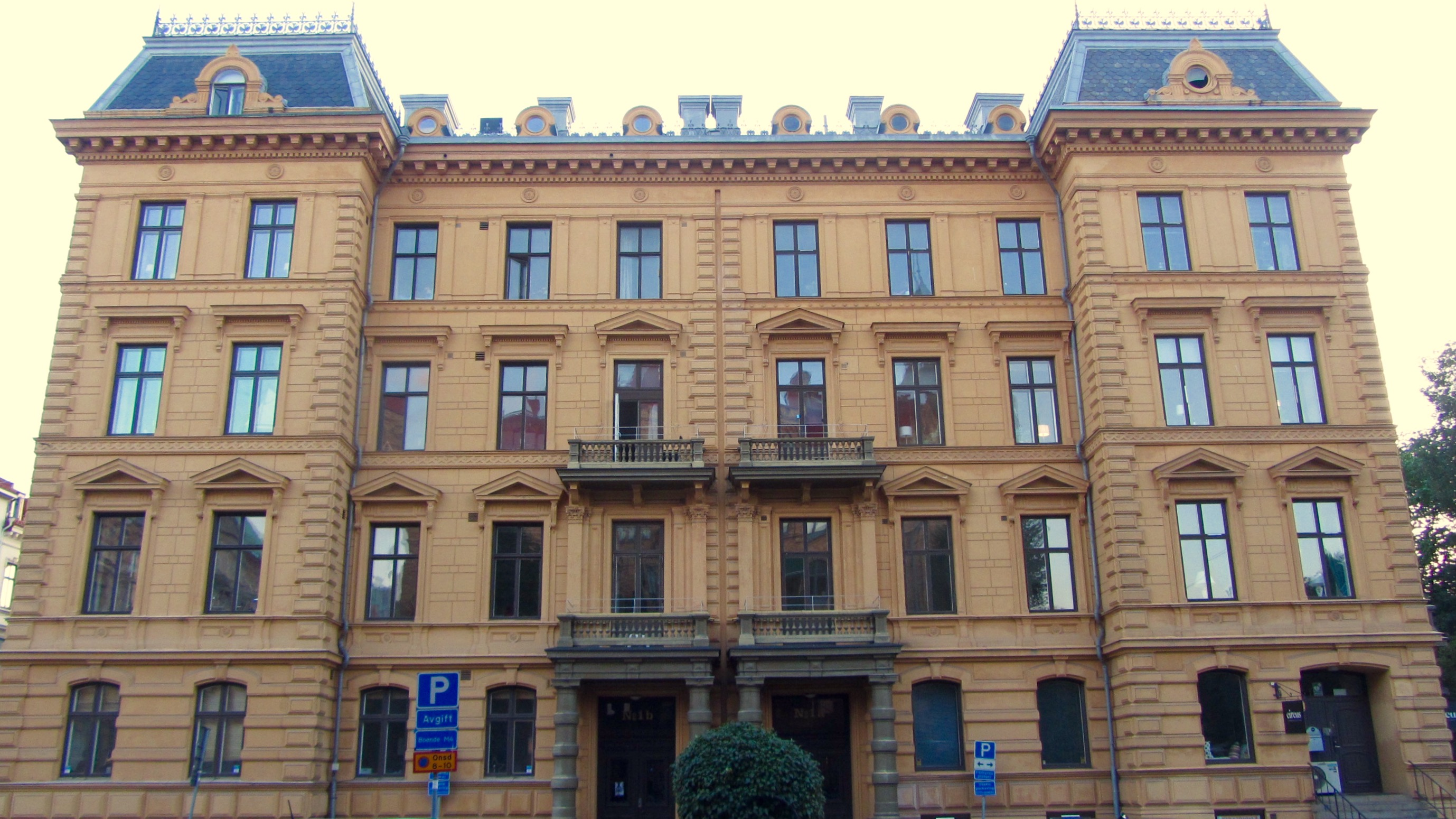
Vid Karl Gustavsgatan 1B (till vänster i bild) huserade Lundénska privatskolan åren 1912-1931.

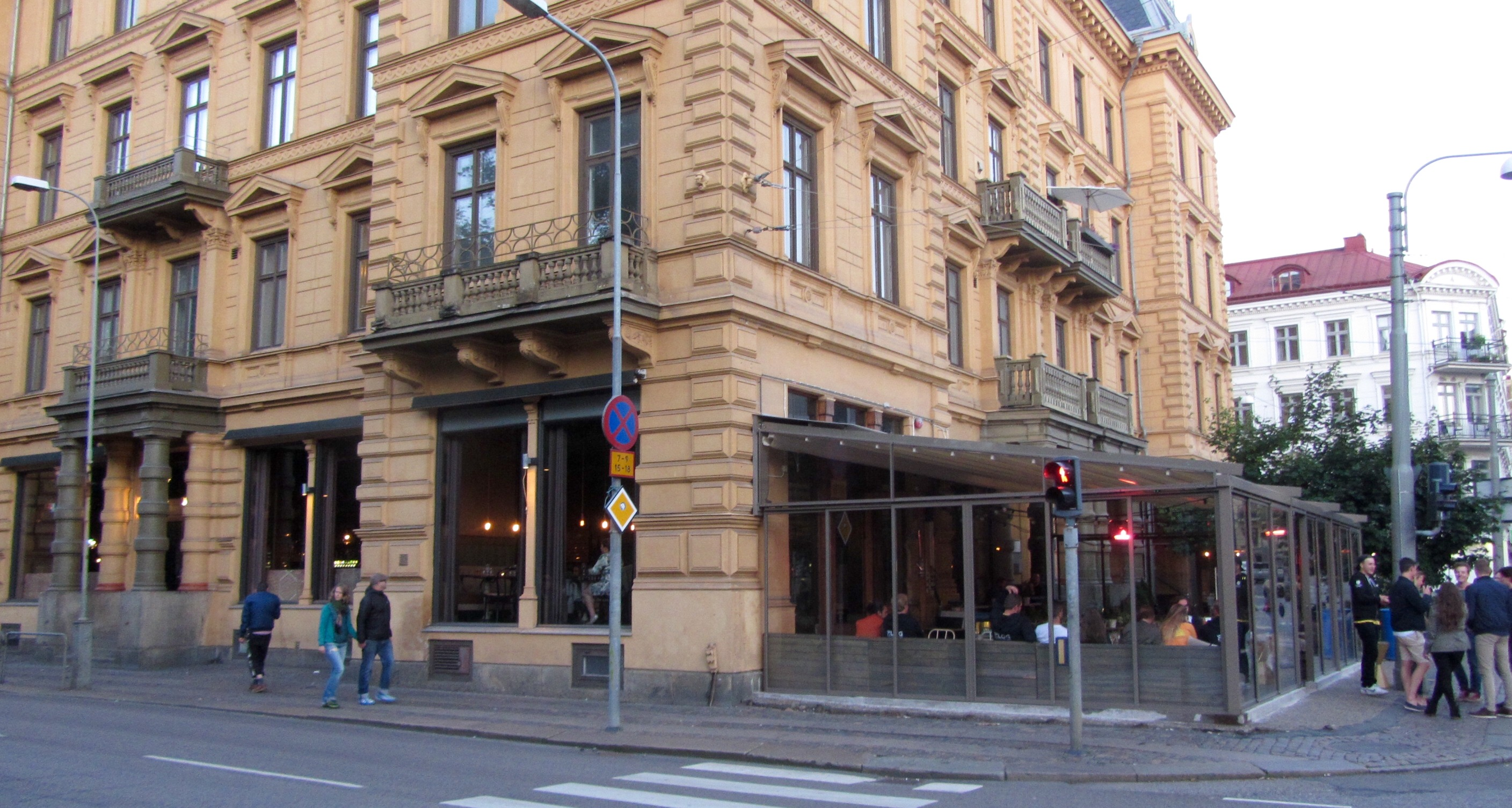
Uppgången till Parkgatan 5 till vänster i bild, till höger syns en av kvarterets två nedmonterbara uteverandor.

Kvarteret Almen är en sammanhängande byggnad, men är i juridisk mening egentligen fyra skilda fastigheter. 

### Vasastaden 2:1
Fastigheten har adresserna Viktoriagatan 2A, Parkgatan 5 och Storgatan 6B. I bottenvåningen finns en restaurang med ingång från Parkgatan och inglasad uteveranda mot Viktoriagatan som oftast är nedmonterad under vintersäsongen. Uppgången Storgatan 6B har ingång från innergården.

### Vasastaden 2:2
Fastigheten har adresserna Viktoriagatan 2B och Storgatan 6A. I bottenvåningen finns en restaurang med ingång från Storgatan och inglasad uteveranda mot Viktoriagatan som oftast är nedmonterad under vintersäsongen.

### Vasastaden 2:3
Fastigheten har adresserna Parkgatan 7, Karl Gustavsgatan 1A och Storgatan 8A. Uppgången Storgatan 8A har ingång från innergården.

### Vasastaden 2:4
Fastigheten har adresserna Karl Gustavsgatan 1B och Storgatan 8B. Vid Karl Gustavsgatan 1 B huserade från höstterminen 1912 fram till sitt upphörande 1931 Lundénska privatskolan som flyttat dit från Norra Allégatan 3.

### Fotnoter
1. ↑  ”Vasastaden-Lorensberg, sid 102.”. Arkiverad från originalet den 1 december 2017. https://web.archive.org/web/20171201031203/http://www.lansstyrelsen.se/VastraGotaland/SiteCollectionDocuments/Sv/publikationer/2016/2016-43-kap-4.pdf. Läst 19 november 2017.

### Webbkällor
- Vasastaden-Lorensberg, Planering och byggande utanför vallgraven 1850-1900, sid 102-103 Läst 19 november 2017.